# فرچه کارولینا
کابومبا سبز(نام علمی: Cabomba caroliniana) نام یک گونه از گیاهان گلدار است.